# Ammiragliato olandese

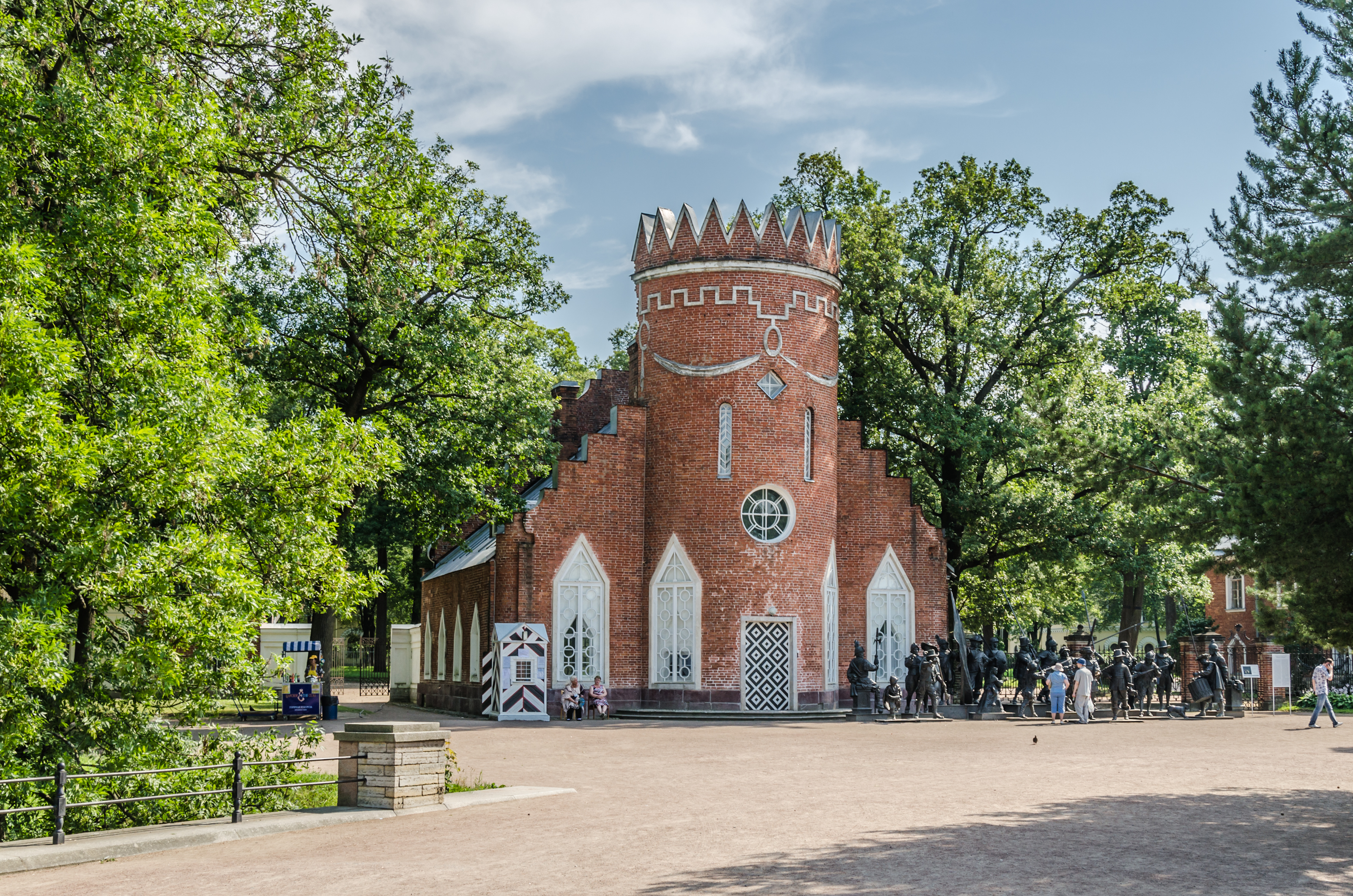
Uno dei capricci dell'Ammiragliato olandese

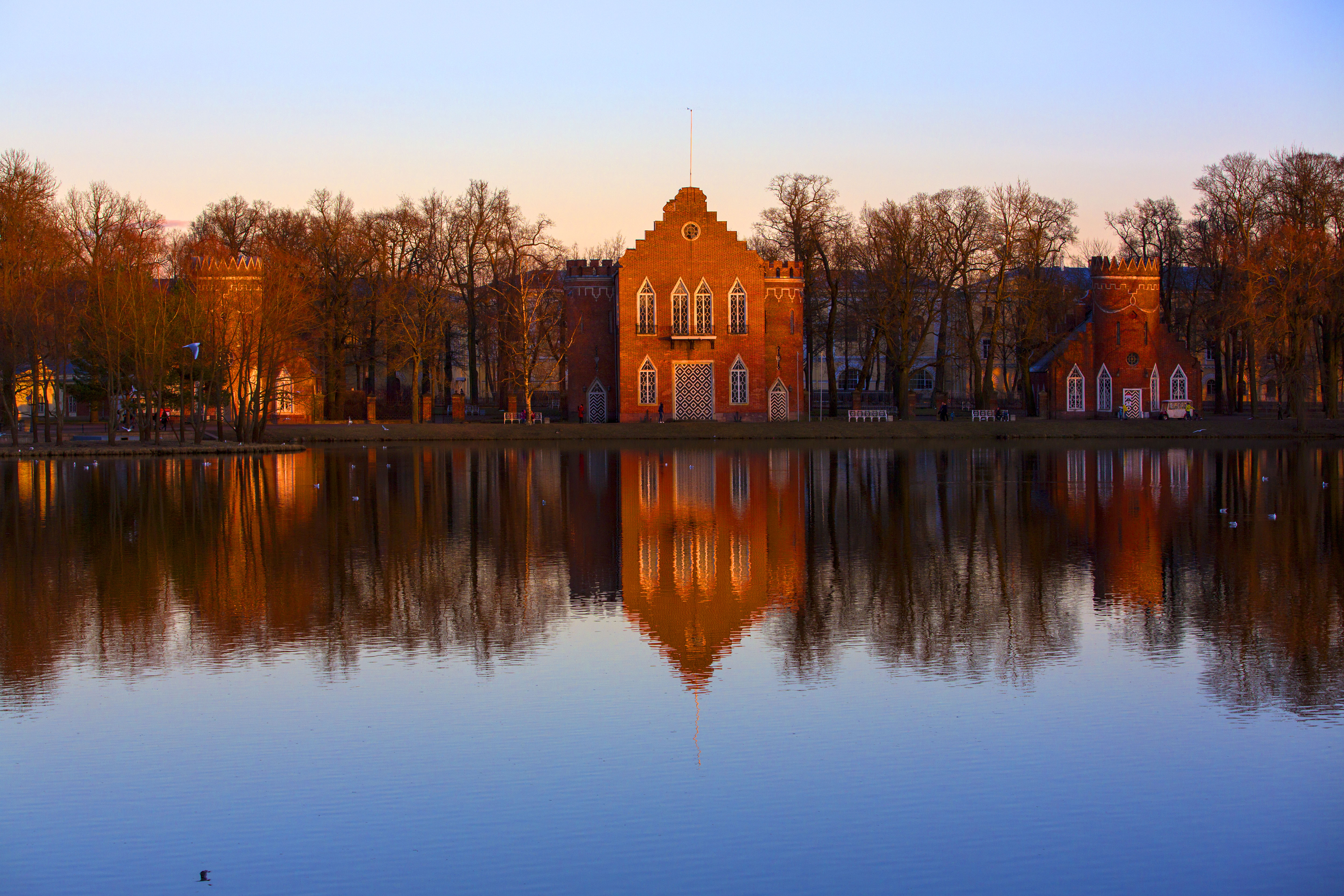
I tre edifici

L'Ammiragliato olandese (in russo Адмиралтейство «Голландия»?, Admiraltejstvo «Gollandija») è il nome dato a tre capricci progettati nello stile olandese tradizionale ed eretti nell'estate del 1773 nel parco di Caterina dello Carskoe Selo, complesso di residenze della famiglia imperiale russa che si trova a 26 chilometri a sud di San Pietroburgo. 
I padiglioni sono costruiti in mattoni rossi. Il padiglione centrale ospitava in passato il Globo di Gottorf (un grande mappamondo del XVII secolo, ora conservato nella Kunstkamera), una collezione di 166 incisioni paesaggistiche inglesi e una collezione di barche a remi particolari, che furono danneggiate durante la seconda guerra mondiale.